# Marquesat d'Elx

Escut d'Elx, País Valencià

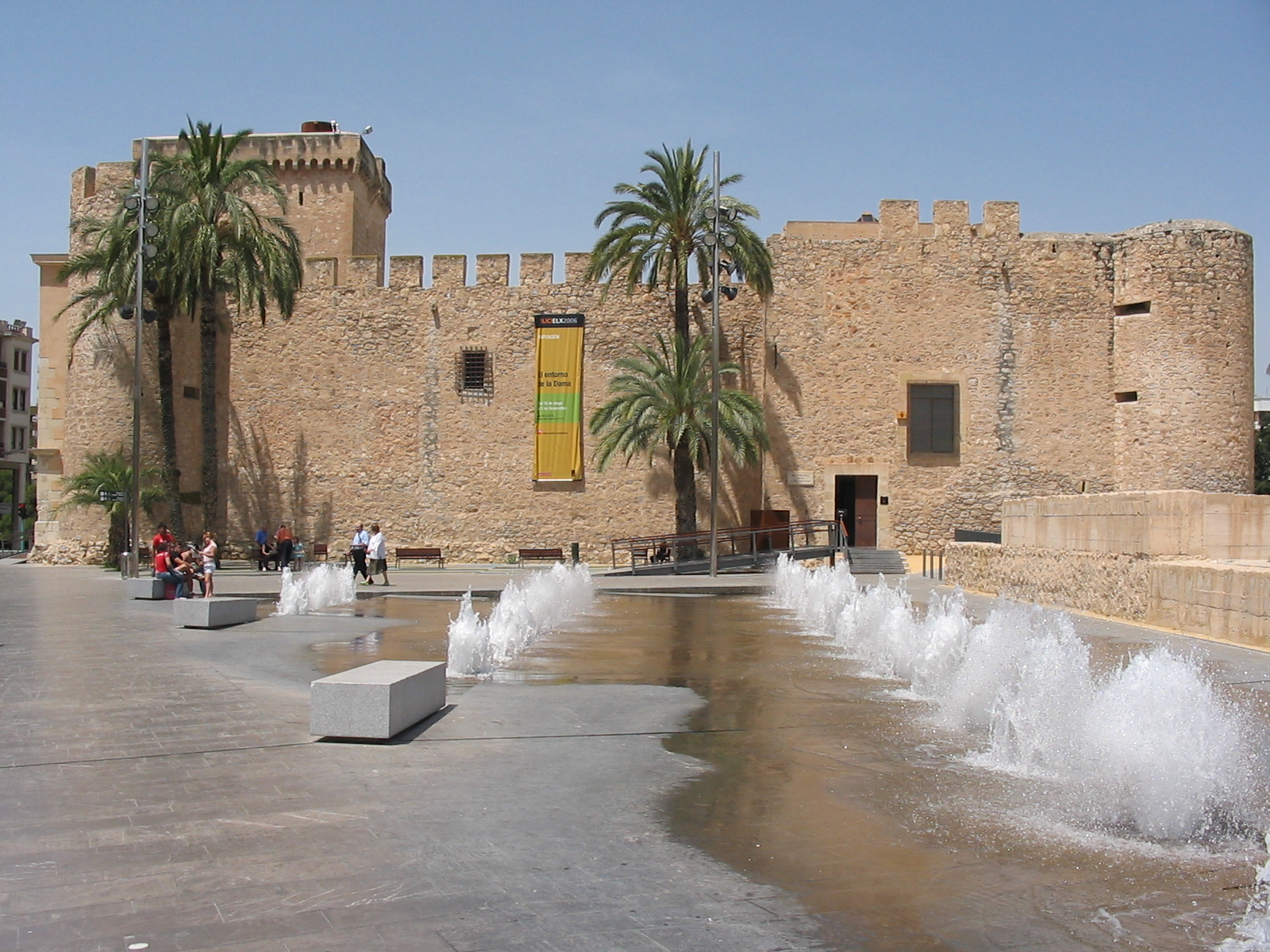
Palau dels marquesos d'Elx, ducs de Maqueda, a Elx

El marquesat d'Elx és un títol nobiliari valencià, que fa referència al municipal d'Elx. Va ser creat l'any 1520, pel rei Carles I d'Espanya a favor de Bernardino de Cárdenas y Pacheco, qui també ostentava el ducat de Maqueda.

## Marquesos d'Elx
|                                | Titular                                                          | Perïode                        |
| Creació per Carles I d'Espanya | Creació per Carles I d'Espanya                                   | Creació per Carles I d'Espanya |
| ------------------------------ | ---------------------------------------------------------------- | ------------------------------ |
| I                              | Bernardino de Cárdenas y Pacheco                                 | 1520-1560                      |
| II                             | Bernardino de Cárdenas Pacheco y Velasco                         | 1560-1560                      |
| III                            | Bernardino de Cárdenas y Portugal                                | 1560-1599                      |
| IV                             | Bernardino de Cárdenas y Manrique de Lara                        | 1599-1599                      |
| V                              | Jorge Manuel de Cárdenas y Manrique de Lara                      | 1599-1644                      |
| VI                             | Jaime Manuel de Cárdenas y Manrique de Lara                      | 1644-1652.                     |
| VII                            | Francisco María de Monserrat Manrique de Cárdenas                | 1652-1656.                     |
| VIII                           | Teresa Antonia Manrique de Mendoza                               | 1656-1657.                     |
| IX                             | Raimundo de Láncaster y Cárdenas Manrique de Lara                | 1657-1666                      |
| X                              | María Guadalupe de Láncaster y Cárdenas Manrique de Lara         | 1666-1693                      |
| XI                             | Joaquín Ponce de León Láncaster y Cárdenas                       | 1693-1729                      |
| XII                            | Joaquín Cayetano Ponce de León y Spínola                         | 1729-1743                      |
| XIII                           | Manuel Ponce de León y Spínola                                   | 1743-1744                      |
| XIV                            | Francisco Ponce de León y Spínola                                | 1744-1763                      |
| XV                             | Antonio Ponce de León y Spínola                                  | 1763-1780                      |
| XVI                            | Vicente Joaquín Osorio de Moscoso y Guzmán                       | 1780-1816                      |
| XVII                           | Vicente Isabel Osorio de Moscoso y Álvarez de Toledo             | 1816-1837                      |
| XVIII                          | Vicente Pío Osorio de Moscoso y Ponce de León                    | 1837-1864                      |
| XIX                            | María Eulalia Osorio de Moscoso y López de Ansó                  | 1915-1976                      |
| XX                             | María del Perpetuo Socorro Osorio de Moscoso y Reynoso           | 1976-1978                      |
| XXI                            | Luis María Gonzaga de Casanova Cárdenas y Barón                  | 1978-2003                      |
| XXII                           | Baltasar Carlos de Casanova-Cárdenas y Habsburgo-Lorena          | 2003-2019                      |
| XXIII                          | Pilar Paloma de Casanova y Barón                                 | 2019-2020                      |
| XXIV                           | María de la Soledad Simitria López Becerra de Solé y de Casanova | 2020-actual titular            |

## Història[calcitació]
En 1520, Carles I d'Espanya crea el marquesat d'Elx a favor de Bernardino de Cárdenas y Pacheco, també II duc de Maqueda. Els immediats posteriors al títol il·licità no sempre ho compatibilitzaran amb el títol de Maqueda. Més tard, s'acumularia a altres títols com el ducat de Nájera, el comtat de Triviño o el comtat de Valencia de Don Juan.
Jaime Manuel Manrique de Lara y Cárdenas, el sisè marquès, va ser el primer marqués de Belmonte, atorgat per Felip IV d'Espanya. Manrique de Lara va ser el cap de l'expedició que havia d'acompanyar Mariana d'Àustria des d'Alemanya a la Corona espanyola. Va estar desterrat a Elx. El seu fill va morir sense descendència, i el títol va passar a la seua cosina, Teresa Antonia Manrique de Mendoza, la primera dona marquesa d'Elx. Tampoc va tindre infants, i va transmetre el marquesat a una altra branca de la família, els Lancaster-Cárdenas Manrique de Lara.
En els següents anys serà comú com els marquesos i marqueses no tinguen descendència, de forma que el títol salta de branques de l'arbre familiar, i alterna ostentants masculins i femenins. El dotzè marqués, Joaquín Cayetano Ponce de León y Spínola, que ho hereva de sa mare, ja no tindria el cognom Cárdenas que havia acompanyat el marquesat des de feia dos segles. Aquesta branca es va extingir amb el germà de Joaquín Cayetano, i el títol es va transmetre als Osorio de Moscoso, descendents de María de Cárdenas, filla del II duc de Maqueda.
Per un altre costat, l'acumulació de títols es cada cop més patent. El primer marquès del segle xix, Vicente Joaquín Osorio de Moscoso y Guzmán, per exemple, ostentava els títols de Maqueda, Sanlúcar la Mayor, Medina de las Torres, Atrisco, Baena, Sessa, Aracena, Soma, etc. Amb el XXI marqués, Luis María Gonzaga de Casanova Cárdenas y Barón, va entroncar per matrimoni amb els Habsburg-Lorena, descendents dels prínceps hereus d'Àustria-Hongria.
El següent marquès, Baltasar Carlos de Casanova-Cárdenas y Habsburgo Lorena, qui només ostenta aquest títol, a diferència dels seus antecessors, va ser revocat de la titularitat del marquesat per sentència del Tribunal Suprem d'Espanya, en 2018, a favor de Pilar Paloma de Casanova y Barón, també duquesa de Maqueda i Gran d'Espanya.